# Blitzkrieg (musikgrupp)
Blitzkrieg är ett brittiskt heavy metal-band som bildades 1980. Medlemmarna är sångaren Brian Ross, gitarristen Ken Johnson, gitarristen Guy Laverick, basisten Paul Brewis och trummisen Phil Brewis. Gruppen brukar räknas till New Wave of British Heavy Metal.

## Medlemmar

### Nuvarande medlemmar
- Brian Ross – sång (1980–1981, 1984–1991, 1992–1994, 1996–1999, 2001–)
- Ken Johnson – gitarr (2002– )
- Alan Ross – gitarr (2012– )
- Matt Graham – trummor (2015– )
- Liam Ferguson – basgitarr (2019– )

### Tidigare medlemmar
Gitarr:
- Ian Jones (1980–1981; död 2009)
- Jim Sirotto (1980–1981, 1984–1986)
- John Antcliffe (1981)
- Mick Proctor (1984–1986)
- J D Binnie (1986–1987)
- Chris Beard (1986–1987)
- Steve Robertson (1988–1989)
- Glenn S. Howes (1988–1990, 1996–1999)
- Tony J. Liddle (1989–1996, 2001–2002)
- Phil Millar (1996)
- Martin Richardson (1996–1998)
- Paul Nesbitt (1992, 1998–2006)
- Guy Laverick (2006–2011)

Basgitarr:
- Steve English (1980–1981)
- Mick Moore (1981,1984–1986, 1991)
- Darren Parnaby (1986–1987)
- Robbie Robertson (1988–1989)
- Glenn Carey (1989–1990)
- Dave Anderson (1992–1994)
- Steve Ireland (1996)
- Gavin Gray (1996–1999)
- Andy Galloway (2001–2004)
- Paul Brewis (2004–2012)
- Bill Baxter (2012–2017)
- Huw Holding (2017-2019)

Trummor:
- Steve Abbey (1980–1981)
- Sean Taylor (1984–1986, 1991–1994)
- Sean Wilkinson (1986–1987)
- Kyle Gibson (1988–1989)
- Gary Young (1989–1990)
- Paul Ward (1996)
- Paul White (1996)
- Neil Nattrass (1996)
- Mark Hancock (1996–1998)
- Mark Wyndebank (1998–1999)
- Phil Brewis (1999, 2001–2012)
- Mick Kerrigan (2012–2015)

## Diskografi
Studioalbum
- 1985 – A Time of Changes
- 1995 – Unholy Trinity
- 1996 – Ten
- 1998 – The Mists of Avalon
- 2002 – Absolute Power
- 2005 – Sins and Greed
- 2007 – Theatre of the Damned
- 2013 – Back From Hell
- 2015 – A Time of Changes: 30th Anniversary Edition
- 2018 – Judge Not!

Livealbum
- 2004 – Absolutely Live

EP
- 1980 – Demo
- 1981 – Blitzed Alive!
- 1991 – Ten Years of Blitzkrieg
- 2017 – Reign of Fire
- 2019 – Loud and Proud

Singlar
- 1981 – "Buried Alive" / "Blitzkrieg"
- 1985 – "Bursting Out" / "Pull The Trigger" (delad singel med Venom)
- 2018 – "Forever Is a Long Time"
- 2019 – "School's Out"

Samlingsalbum
- 2003 – A Time Of Changes - Phase I
- 2014 – The Boys from Brazil Street: 1981 Revisited - The Archives Vol. 1
- 2015 – The Boys from Brazil Street: The Farm Tapes - The Archives Vol. 2